# Obléhání Konstantinopole (860)
Obléhání Konstantinopole v roce 860 bylo jedinou velkou vojenskou výpravou Ruského chanátu (řecky Ῥῶς), která je zaznamenána v byzantských a západoevropských pramenech. Casus belli měla být výstavba pevnosti Sarkel byzantskými inženýry, která omezila obchodní cestu Rusů podél řeky Don ve prospěch Chazarů. Popisy se liší, v soudobých a pozdějších pramenech jsou rozpory a výsledek není detailně znám.

## Pozadí
Rusové pod velením Askolda a Dira zastihli město Konstantinopol nepřipravené; říše byla zaneprázdněna probíhajícími byzantsko-arabskými válkami a nebyla schopna na útok účinně reagovat. Po vyplenění konstantinopolského předměstí se Rusové na den stáhli a po vyčerpání byzantských vojsk a vyvolání dezorganizace pokračovali v obléhání v noci.

## Obléhání
Dne 18. června 860 při západu slunce vplula flotila asi 200 ruských lodí do Bosporu a začala plenit předměstí Konstantinopole (staroslověnsky Carigrad, staroseversky Miklagarðr). Útočníci zapalovali domy, topili a ubodávali obyvatele. Patriarcha Fotios byl vůči útočníkům bezmocný a tak vyzval své stádo, aby prosilo Bohorodičku o záchranu města. Po zpustošení předměstí Rusové přešli k Marmarskému moři a oblehli Princovy ostrovy, kde žil ve vyhnanství bývalý konstantinopolský patriarcha Ignátios. Rusové plenili obydlí a monastýry a ty, které zajali, povraždili. Na palubu lodi vzali dvaadvacet patriarchových služebníků a rozčtvrtili je sekerami.
Útok Byzantince zaskočil, "jako blesk z čistého nebe", jak to vyjádřil patriarcha Fotius ve své slavné řeči napsané při této příležitosti. Císař Michael III. nebyl ve městě přítomen, stejně jako jeho námořnictvo, které bylo obávané pro svou dovednost používat řecký oheň. Císařská armáda, včetně posádek poblíž hlavního města, bojovala proti Arabům v Malé Asii. Pozemní obrana města tím byla oslabena. Chyběla také obrana na moři, protože byzantské námořnictvo bylo rovněž zaměstnáno boji s Araby v Egejském a Středozemním moři. Kvůli tomuto souběžnému nasazení bylo pobřeží a ostrovy Černého moře, Bosporu a Marmarského moře vystavené útoku.
Invaze trvala až do 4. srpna, kdy Fotios v dalším ze svých kázání děkoval nebesům za to, že město zázračně zbavila tak hrozivého nebezpečí. Fotiovy spisy jsou nejstarším příkladem zmínky o názvu "Rus" (řecky Rhos, Ῥῶς) v řeckém prameni; dříve byli obyvatelé zemí na sever od Černého moře označováni archaicky jako "Tauroskythové". Patriarcha uvádí, že neměli žádného nejvyššího vládce a žili v jakýchsi vzdálených severních zemích. Fotius je nazval ἔθνος ἄγνωστον, "neznámý lid", i když někteří historikové dávají přednost překladu výrazu jako "obskurní lid", čímž poukazují na dřívější kontakty mezi Byzancí a Rusy.

## Tradice

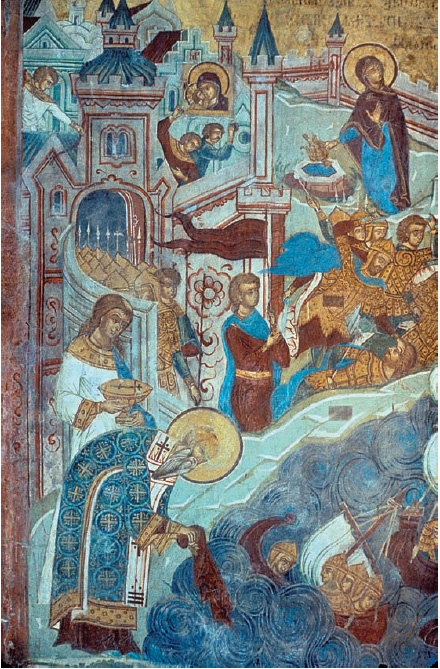
Rusko-byzantská válka (860). Dle příběhu císař Michael a patriarcha Fotios smočili řízu Bohorodičky v moři, vzniklá bouře rozptýlila lodě ruských barbarů – freska, Uspensko-Kňaginin monastýr ve Vladimiru, Rusko 1648.

Pozdější prameny připisují ústup Rusů náhlému a rychlému návratu císaře do obleženého města. Císař spolu s patriarchou Fotiem po všenočním bdění vynesli z Vlachernského chrámu vzácnou relikvii – řízu Bohorodičky a dotkli se jí vod Bosporu. Ihned poté se strhla bouře, která potopila ruské lodě a Město bylo zachráněno.
V pozdějších staletích se vyprávělo, že císař spěchal do Vlachernského chrámu a nechal řízu Bohorodičky nést v procesí podél Theodosiánských hradeb. Zbožnou legendu zaznamenal Jiří Hamartolos, jehož rukopis byl důležitým pramenem pro kroniku Pověst dávných let. Autoři kroniky k vyprávění připojili jména Askolda a Dira, protože se domnívali, že tito dva Varjagové roku 866 předsedali Kyjevu. Právě tomuto roku přisoudili (díky jisté hříčce v chronologii) první výpravu Rusů proti byzantskému hlavnímu městu.
Zázračná záchrana Konstantinopole před barbarskými hordami se objevovala v ruské ikonopisné malbě, aniž by bylo jasné, že tyto hordy mohly pocházet z Kyjeva. Navíc když byla v 17. století do Moskvy přivezena ikona Panny Marie Blachernské, říkalo se, že právě tato ikona zachránila Cařihrad před vojsky "skytského kagana" poté, co se před ní Michael III. modlil k Bohorodičce.

## Kritika
Na druhou stranu Fotios, očitý svědek a účastník událostí, neinformuje o návratu císaře do obleženého hlavního města, což takovou variantu vývoje událostí zcela vylučuje, ale hovoří o klidném moři. V dopise papeže Mikuláše I. císaři Michaelu III. z 28. září 865 je zmínka o nedávném vyplenění okolí města Konstantinopole pohany (pagani), kteří odešli, protože unikli jakékoli pomstě (nulla fit ultio).
Důvody odchodu Rusů nejsou známy. Historikové předkládají různé verze: buď se Rusové obávali příchodu byzantského vojska, nebo se prostě nechtěli zapojit do obléhání, protože se spokojili s bohatým lupem, nebo doufali v uzavření výhodné obchodní smlouvy s říší. Podle některých verzí by legendární vítězné tažení Olega na Cařihrad v roce 907, známé pouze z kroniky Pověst dávných let, o němž se však jiné prameny nezmiňují, mohlo odrážet vzpomínky na útok z roku 860.

## Galerie

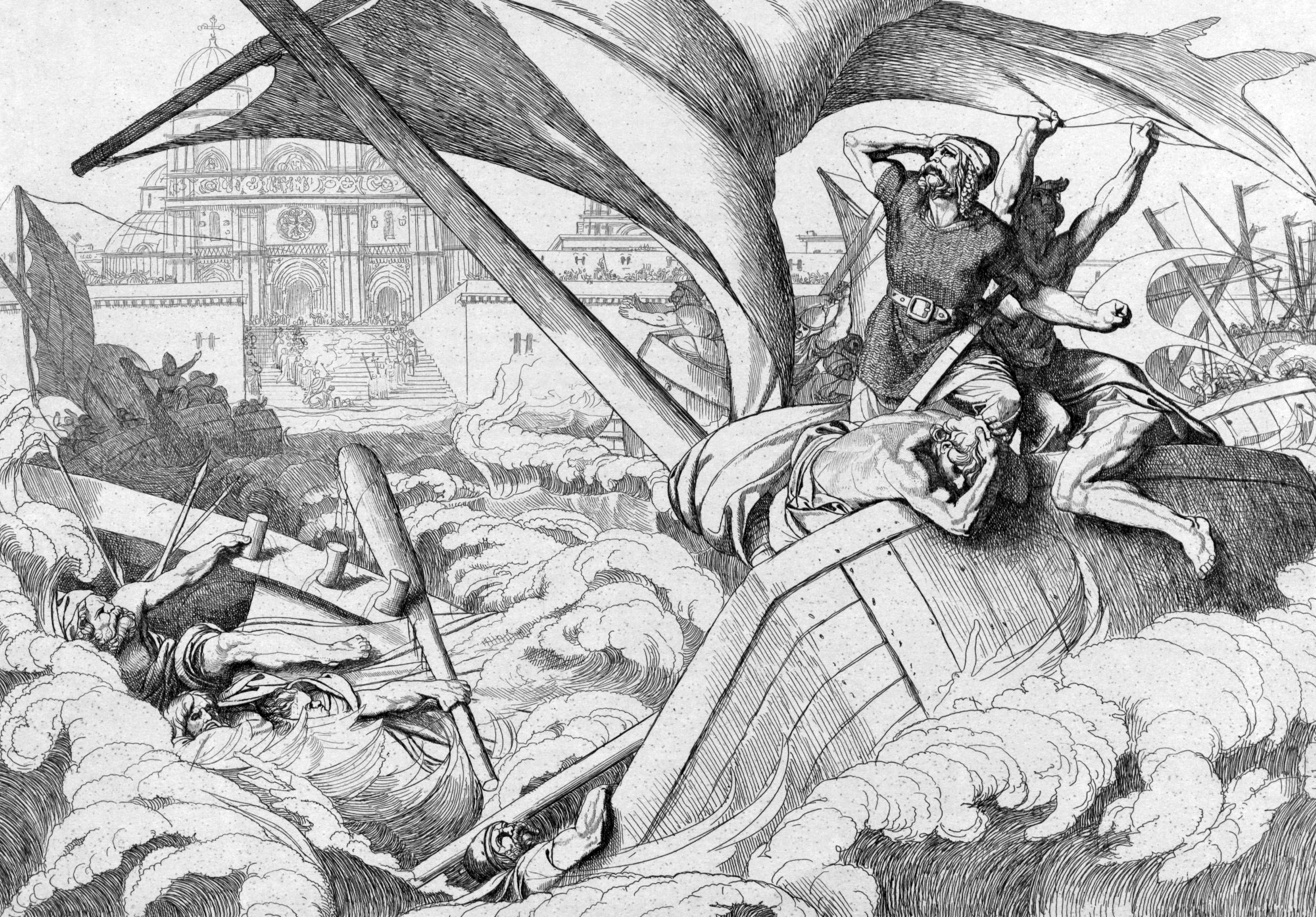
Zkáza ruské flotily pod Cařihradem, F.A.Bruni, 1839
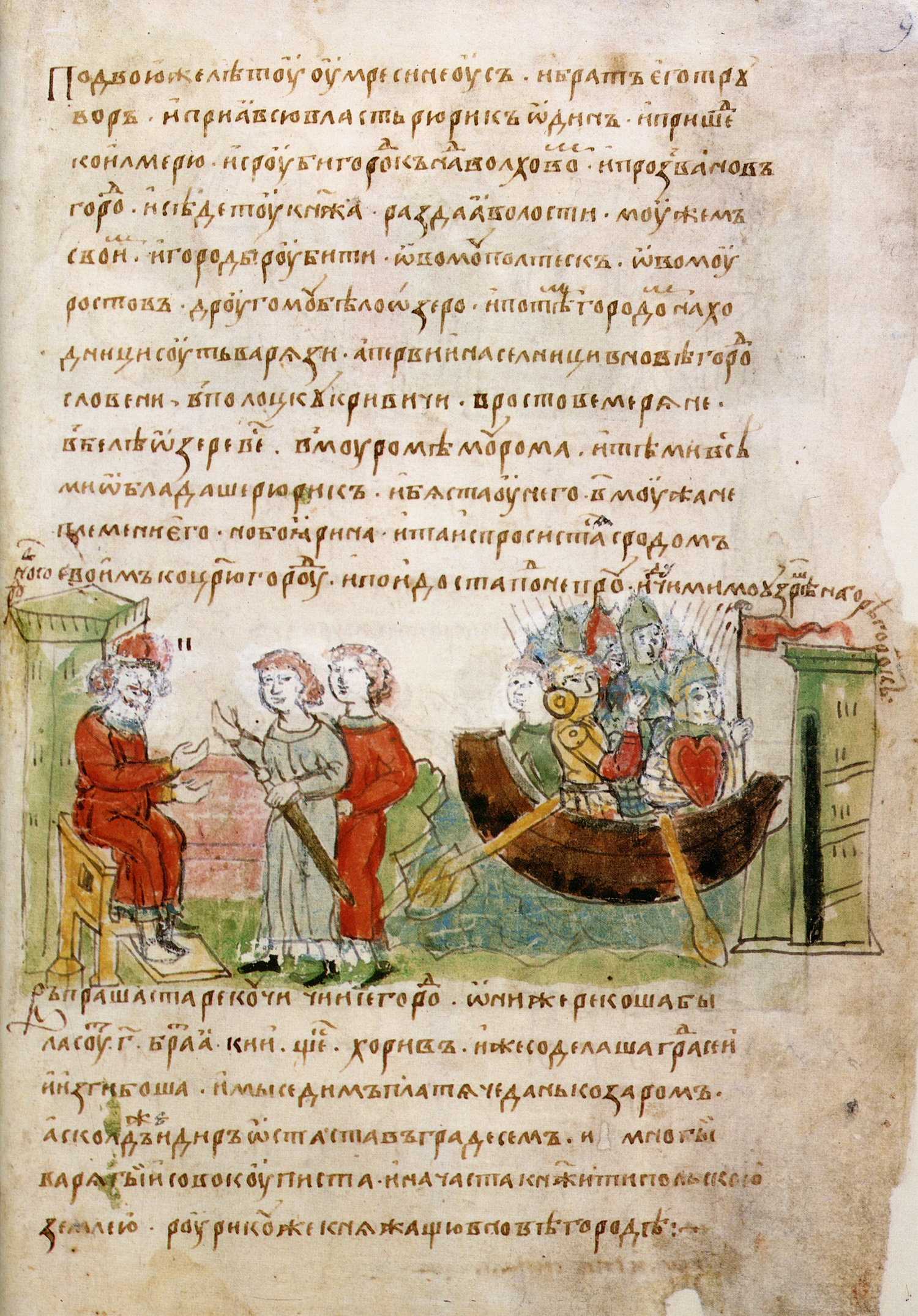
Miniatura: Askold a Dir žádají Rurika v Novgorodě o povolení k cestě do Cařihradu; Askold a Dir připlouvají na lodích s družinou do Kyjeva – Radziwillský letopis
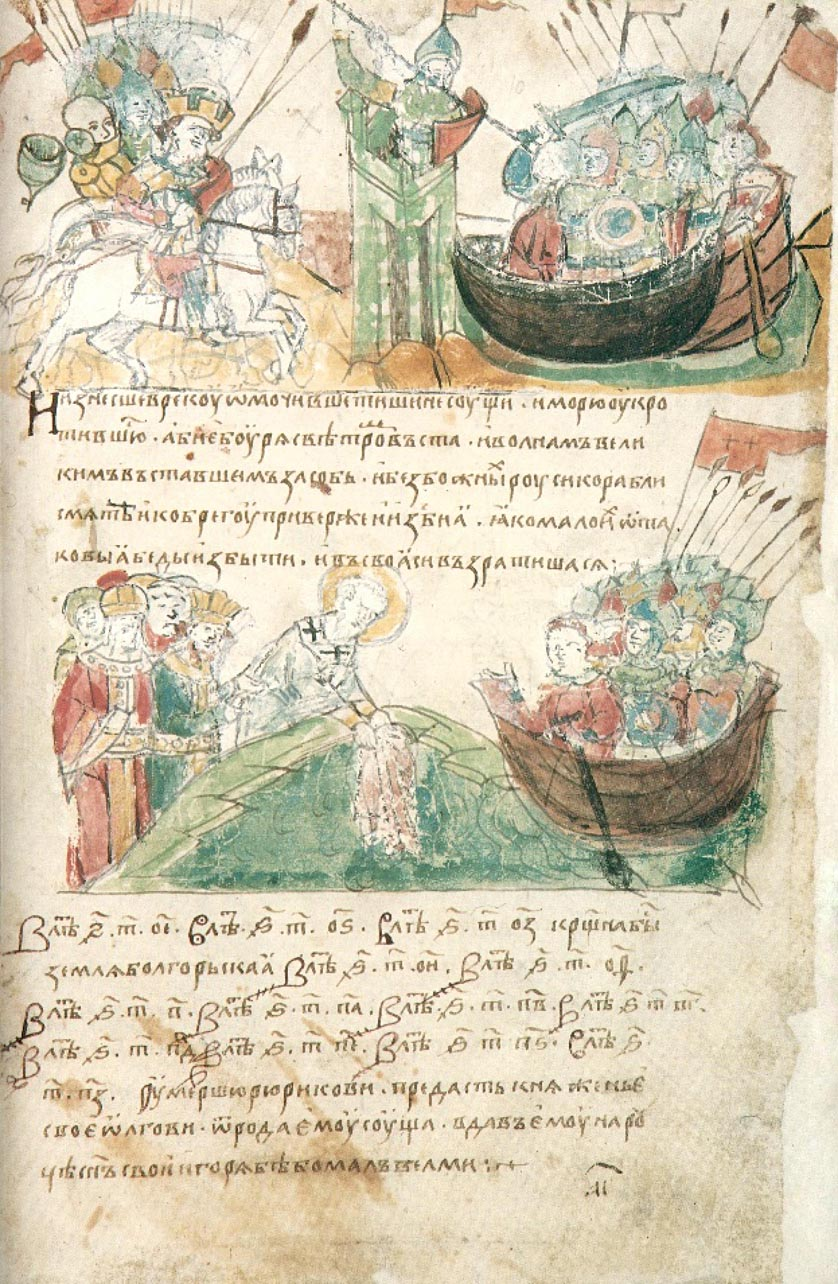
Tažení Askolda a Dira na Cařihrad roku 860 – Radziwillský letopis
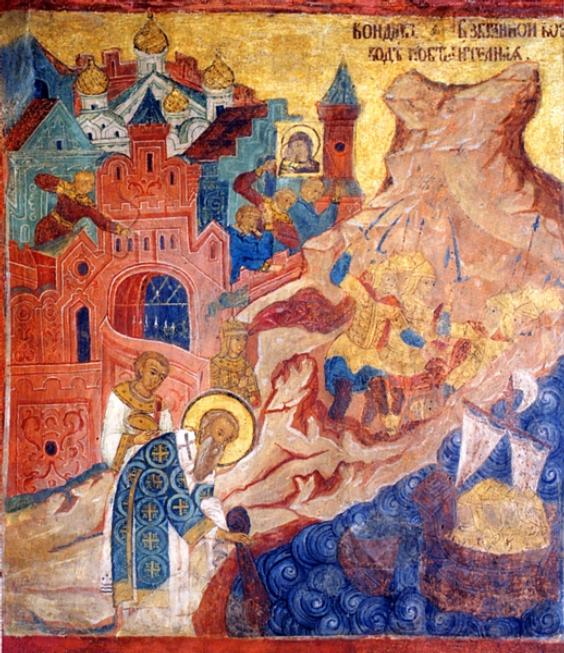
Zázračná záchrana Konstantinopole s pomocí řízy Panny Marie. Freska z chrámu Uložení roucha svaté Bohorodičky v moskevském Kremlu, 1644